# Élections sénatoriales françaises de 1980
Cet article fournit un résumé des résultats des élections sénatoriales françaises de 1980 qui ont eu lieu le 28 septembre 1980.

## Répartition des sièges[1]
- Nombre total des sièges : 304

|                          |                                                                              |        |      |  |  |  |
| Groupes                  | Groupes                                                                      | Sigle  | Élus |  |  |  |
| Opposition (105 sièges)  |                                                                              |        |      |  |  |  |
|                          | Socialiste                                                                   | SOC    | 69   |  |  |  |
|                          | Communiste                                                                   | COM    | 23   |  |  |  |
|                          | Formation des sénateurs radicaux de gauche                                   | SRG    | 13   |  |  |  |
| Majorité (186 sièges)    |                                                                              |        |      |  |  |  |
|                          | Gauche démocratique                                                          | GD     | 26   |  |  |  |
|                          | Union Centriste des Démocrates de Progrès                                    | UCDP   | 67   |  |  |  |
|                          | Union des Républicains et des Indépendants                                   | UREI   | 52   |  |  |  |
|                          | Rassemblement pour la République                                             | RPR    | 41   |  |  |  |
| Non-Inscrits (13 sièges) |                                                                              |        |      |  |  |  |
|                          | Réunion administrative des sénateurs ne figurant sur la liste d'aucun groupe | RASNAG | 13   |  |  |  |
| Président du Sénat       |                                                                              |        |      |  |  |  |
| Alain Poher (UDF)        |                                                                              |        |      |  |  |  |

## Président du Sénat
M. Alain Poher, élu le 2 octobre 1980
| Candidat             | Candidat             | Département d’élection | Groupe               | Voix | %     |
| -------------------- | -------------------- | ---------------------- | -------------------- | ---- | ----- |
|                      | Alain Poher          | Val-de-Marne           | UCDP                 | 193  | 65,87 |
|                      | Edgar Tailhades      | Gard                   | SOC                  | 75   | 25,60 |
|                      | Hélène Luc           | Val-de-Marne           | COM                  | 24   | 8,19  |
|                      | Divers               |                        |                      | 1    | 0,34  |
|                      |                      |                        |                      |      |       |
| Votes exprimés       | Votes exprimés       | Votes exprimés         | Votes exprimés       | 293  | 98,99 |
| Votes blancs ou nuls | Votes blancs ou nuls | Votes blancs ou nuls   | Votes blancs ou nuls | 3    | 1,01  |
| Votants              | Votants              | Votants                | Votants              | 296  | 100   |